# قائمة مسجلي الأهداف في نهائيات كأس العالم للسيدات التابعة للفيفا
وفيما يلي قائمة الهدافين في نهائيات كأس العالم للسيدات. يتم تضمين الأهداف المسجلة خلال الوقت الأصلي أو الإضافي فقط. يتم استبعاد أي أهداف تم تسجيلها خلال ركلات الترجيح. اعتبارًا من نهائي عام 2023، سجل واحد وعشرون فردًا ما مجموعه أربعة وعشرين هدفًا في تاريخ النهائيات بأكملها. سجلت لاعبتان أهدافًا متعددة في النهائيات، في حين أن كارلي لويد هي اللاعبة الوحيدة التي سجلت ثلاثية في النهائي. وقد فعلت لاعبة واحدة ذلك من خلال ركلة جزاء (ميغان رابينو). كانت جولي جونستون أول لاعبة تسجل هدفًا ذاتيًا في المباراة النهائية. هدف نيا كونزر [الإنجليزية] هو الهدف الوحيد الذي تم تصنيفه كهدف ذهبي.

## هدافو النهائيات

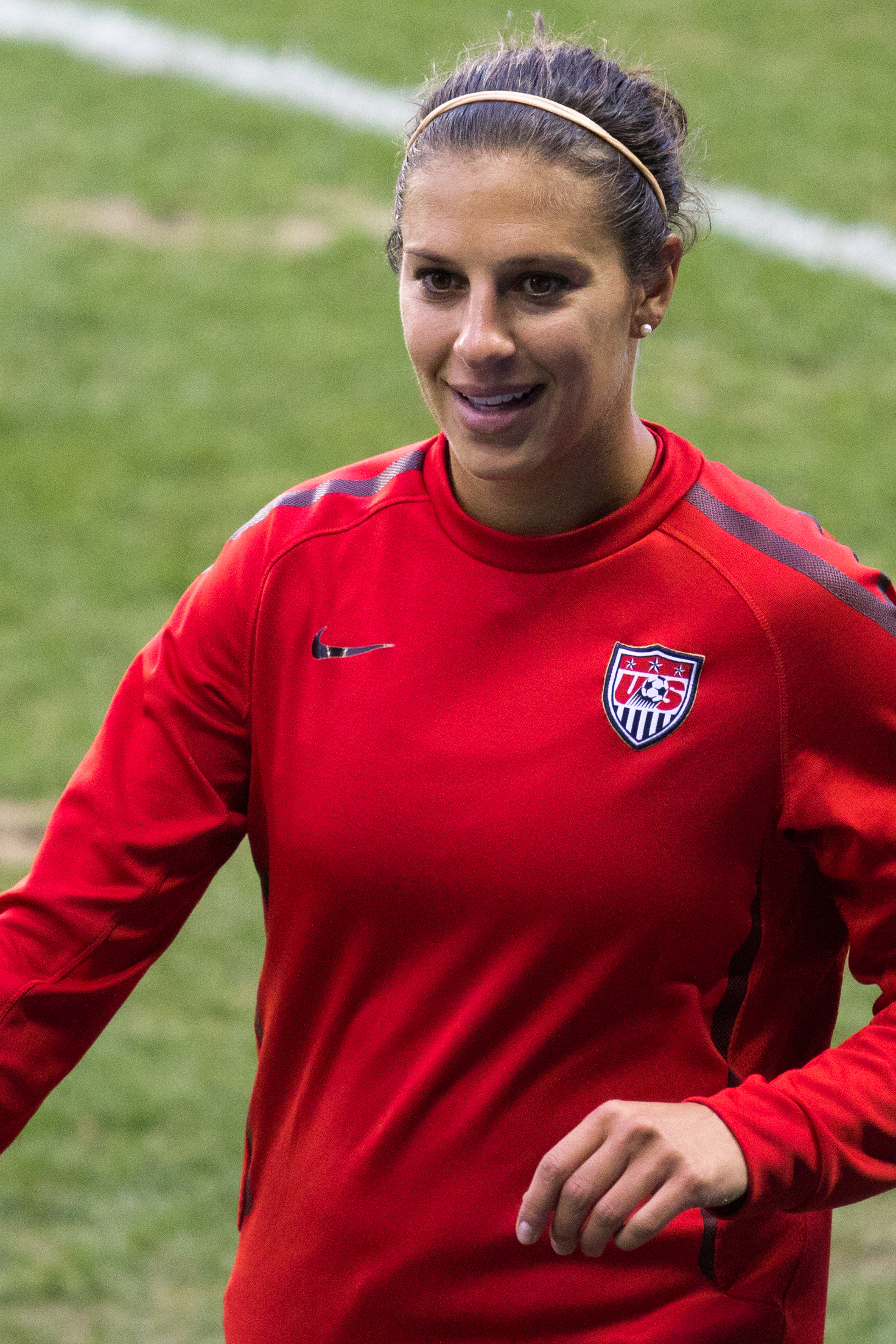
كارلي لويد هي اللاعبة الوحيدة التي سجلت هاتريك في نهائي كأس العالم.

| العام | اللاعبة                                         | الفريق                                          | النتيجة                                         | الدقيقة                                         | النتيجة                                         | تقرير | م.     |
| ----- | ----------------------------------------------- | ----------------------------------------------- | ----------------------------------------------- | ----------------------------------------------- | ----------------------------------------------- | ----- | ------ |
| 1991  | ميتشيل أكرس                                     | الولايات المتحدة                                | 1–0                                             | 20'                                             | 2–1                                             | تقرير | [ 4 ]  |
| 1991  | ليندا ميدالين                                   | النرويج                                         | 1–1                                             | 29'                                             | 2–1                                             | تقرير | [ 4 ]  |
| 1991  | ميشيل أكيرز-ستاهل (2)                           | الولايات المتحدة                                | 2–1                                             | 78'                                             | 2–1                                             | تقرير | [ 4 ]  |
| 1995  | هيجي ريس                                        | النرويج                                         | 1–0                                             | 37'                                             | 2–0                                             | تقرير | [ 5 ]  |
| 1995  | ماريان بيترسن                                   | النرويج                                         | 2–0                                             | 40'                                             | 2–0                                             | تقرير | [ 5 ]  |
| 1999  | لم تُسجَّل أي أهداف. حُسِمَت المباراة بركلات الترجيح. | لم تُسجَّل أي أهداف. حُسِمَت المباراة بركلات الترجيح. | لم تُسجَّل أي أهداف. حُسِمَت المباراة بركلات الترجيح. | لم تُسجَّل أي أهداف. حُسِمَت المباراة بركلات الترجيح. | لم تُسجَّل أي أهداف. حُسِمَت المباراة بركلات الترجيح. | تقرير | [ 6 ]  |
| 2003  | هانا ليونجبرج                                   | السويد                                          | 1–0                                             | 20'                                             | 2–1                                             | تقرير | [ 7 ]  |
| 2003  | مارين مينيرت                                    | ألمانيا                                         | 1–1                                             | 29'                                             | 2–1                                             | تقرير | [ 7 ]  |
| 2003  | نيا كونزر                                       | ألمانيا                                         | 2–1                                             | 98' (هدف ذهبي)                                  | 2–1                                             | تقرير | [ 7 ]  |
| 2007  | بريجيت برينتس                                   | ألمانيا                                         | 1–0                                             | 52'                                             | 2–0                                             | تقرير | [ 8 ]  |
| 2007  | سيموني لاودر                                    | ألمانيا                                         | 2–0                                             | 86'                                             | 2–0                                             | تقرير | [ 8 ]  |
| 2011  | أليكس مورغان                                    | الولايات المتحدة                                | 1–0                                             | 69'                                             | 2–2                                             | تقرير | [ 9 ]  |
| 2011  | أيا مياما                                       | اليابان                                         | 1–1                                             | 81'                                             | 2–2                                             | تقرير | [ 9 ]  |
| 2011  | آبي وامباك                                      | الولايات المتحدة                                | 2–1                                             | 104'                                            | 2–2                                             | تقرير | [ 9 ]  |
| 2011  | هوماري ساوا                                     | اليابان                                         | 2–2                                             | 117'                                            | 2–2                                             | تقرير | [ 9 ]  |
| 2011  | حُسِمَت المباراة بركلات الترجيح.                   |                                                 |                                                 |                                                 |                                                 | تقرير | [ 9 ]  |
| 2015  | كارلي لويد                                      | الولايات المتحدة                                | 1–0                                             | 3'                                              | 5–2                                             | تقرير | [ 10 ] |
| 2015  | كارلي لويد (2)                                  | الولايات المتحدة                                | 2–0                                             | 5'                                              | 5–2                                             | تقرير | [ 10 ] |
| 2015  | لورين هوليداي                                   | الولايات المتحدة                                | 3–0                                             | 14'                                             | 5–2                                             | تقرير | [ 10 ] |
| 2015  | كارلي لويد (3)                                  | الولايات المتحدة                                | 4–0                                             | 16'                                             | 5–2                                             | تقرير | [ 10 ] |
| 2015  | يوكي ناغاساتو                                   | اليابان                                         | 1–4                                             | 27'                                             | 5–2                                             | تقرير | [ 10 ] |
| 2015  | جولي إرتز                                       | اليابان                                         | 2–4                                             | 52' (هـ.ذ.)                                     | 5–2                                             | تقرير | [ 10 ] |
| 2015  | توبين هيث                                       | الولايات المتحدة                                | 5–2                                             | 54'                                             | 5–2                                             | تقرير | [ 10 ] |
| 2019  | ميغان رابينو                                    | الولايات المتحدة                                | 1–0                                             | 61' (ركلة جزاء)                                 | 2–0                                             | تقرير | [ 11 ] |
| 2019  | روز لافيل                                       | الولايات المتحدة                                | 2–0                                             | 69'                                             | 2–0                                             | تقرير | [ 11 ] |
| 2023  | أولغا كارمونا                                   | إسبانيا                                         | 1–0                                             | 29'                                             | 1–0                                             | تقرير |        |

## اللاعبات الأكثر تسجيلا للأهداف في النهائيات
| اللاعبة     | الفريق           | الأهداف المسجلة | النهائيات الملعوبة | النهائيات            |
| ----------- | ---------------- | --------------- | ------------------ | -------------------- |
| كارلي لويد  | الولايات المتحدة | 3               | 3                  | (2011)، 2015، (2019) |
| ميتشيل أكرس | الولايات المتحدة | 2               | 2                  | 1991، (1999)         |

- تشير الأقواس إلى عدم تسجيل أي أهداف